# Кулябкине
Куля́бкине — село в Україні, у Вишнівській селищній громаді Кам'янського району Дніпропетровської області.
Населення — 44 мешканці.

## Географія
Село Кулябкине знаходиться за 2 км від смт Вишневе. По селу протікає пересихаючий струмок. Поруч проходить залізниця, станція Ерастівка за 3 км.

## Населення

### Мова
Розподіл населення за рідною мовою за даними перепису 2001 року:
| Мова       | Відсоток |
| ---------- | -------- |
| українська | 81,8 %   |
| російська  | 18,2 %   |

## Інтернет-посилання
- Погода в селі Кулябкине [Архівовано 20 грудня 2011 у Wayback Machine.]